# Lynton (motorfiets)
Lynton is een historisch merk van wegrace-motorfietsen.
Dit was een Engelse zelfbouwracer van Colin Lyster, die in 1968 een Hillman Imp-automotor halveerde en zodoende een tweecilinder 500 cc blok verkreeg. Hij verbouwde de cilinderkop naar 4 kleppen per cilinder en een dubbele bovenliggende nokkenas. Desondanks werd er van de machine na testritten in december 1968 nooit meer iets vernomen.